# Podręczna encyklopedia pedagogiczna
Podręczna encyklopedia pedagogiczna – dwutomowa, polska encyklopedia pedagogiczna wydana w latach 1921–1925 we Lwowie  .

## Historia
Encyklopedia powstała z inspiracji członków Towarzystwa Nauczycieli Szkół Wyższych i Średnich we Lwowie, które kierowało się chęcią dostarczenia nauczycielom pomocniczej książki, zawierającej niezbędne dla nich wskazówki i informacje z dziedziny teorii oraz praktyki wychowawczej. Pracę nad nią zlecono Feliksowi Kierskiemu, który rozpoczął ją w maju 1921 .
Encyklopedia miała charakter pracy zbiorowej. Redaktorem naczelnym był Kierski, ale artykuły pisali również inni autorzy: dr Tadeusz Kupczyński (art. Historia), Gustaw Wuttke (art. Geografia i Przyroda martwa), Helena Stattler (art. Matematyka) i Kazimierz Czerwiński (art. Biologia) .
W pracy nad zawartością encyklopedii autorzy wykorzystali materiały dotąd niepublikowane, często dopiero przygotowywane do druku przez poszczególne instytucje oświatowe. We wstępie do tomu drugiego autor dziękuje za współpracę w przygotowaniu materiałów: dr. M. Borowskiemu, Kazimierzowi Czerwińskiemu, L. Ekiertowi, J. Helmannowi, M. Jarosińskiemu, dr. Tadeuszowi Jaroszyńskiemu, dr. W. Jezierskiemu, dr. T. Mikułowskiemu, dr. B. Nawroczyńskiemu, dr. E. Podhoreckiemu, P. Sosnowskiemu, dr. W. Wąsikowi .

## Opis
Pierwotne ramy encyklopedii wynosić miały 20 arkuszy druku, ale rozszerzyły się w miarę postępu pracy. Materiał został podzielony na następujące działy tematyczne: autorzy, metody, terminy, kierunki pedagogiczne, instytucje oświatowo-wychowawcze, administracja szkolna oraz prawodawstwo. Treść została ostatecznie zamknięta w układzie alfabetycznym w 40 arkuszach druku, z czego połowa tworzy tom I, a druga połowa tom II  .
W latach 1923–1925 wydano dwa tomy:
- T. 1, A-M, 302 strony, wstęp, wykaz skrótów, Lwów 1923[1] ,
- T. 2, N-Ż, dodatek, indeksy: nazwisk i rzeczy, Lwów 1925[2] .